# کالج پزشکان و جراحان دانشگاه کلمبیا
کالج پزشکان و جراحان دانشگاه کلمبیا (به انگلیسی: Columbia University College of Physicians and Surgeons) معروف به P&S از مدارس عالی دانشگاه کلمبیا است که در مرکز پزشکی دانشگاه کلمبیا در محله واشینگتن هایتس منهتن واقع شده است.
این کالج معمولاً جزو برترین‌ها در ارزیابی‌های مراکز علمی است. در سال ۲۰۱۰ حدود ۶۲۲۷ نفر برای پذیرش در این دانشکده اقدام کرده‌اند که ۱۲۵۳ نفر مورد مصاحبه قرار گرفتند که نهایتاً ۱۶۶ نفر انتخاب شدند.

## تاریخچه

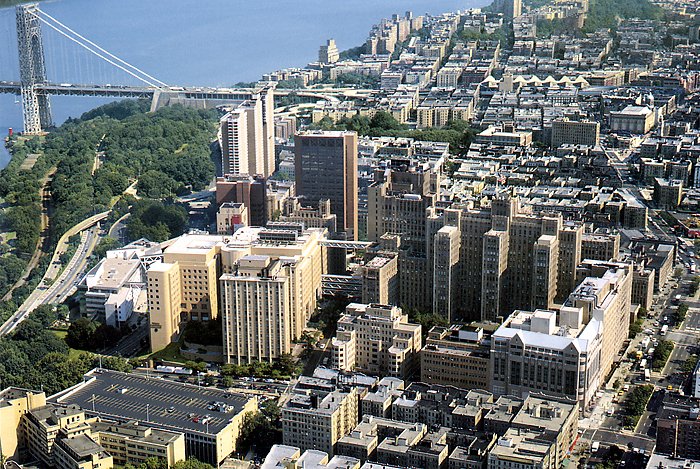
نمای هوایی مرکز پزشکی دانشگاه کلمبیا

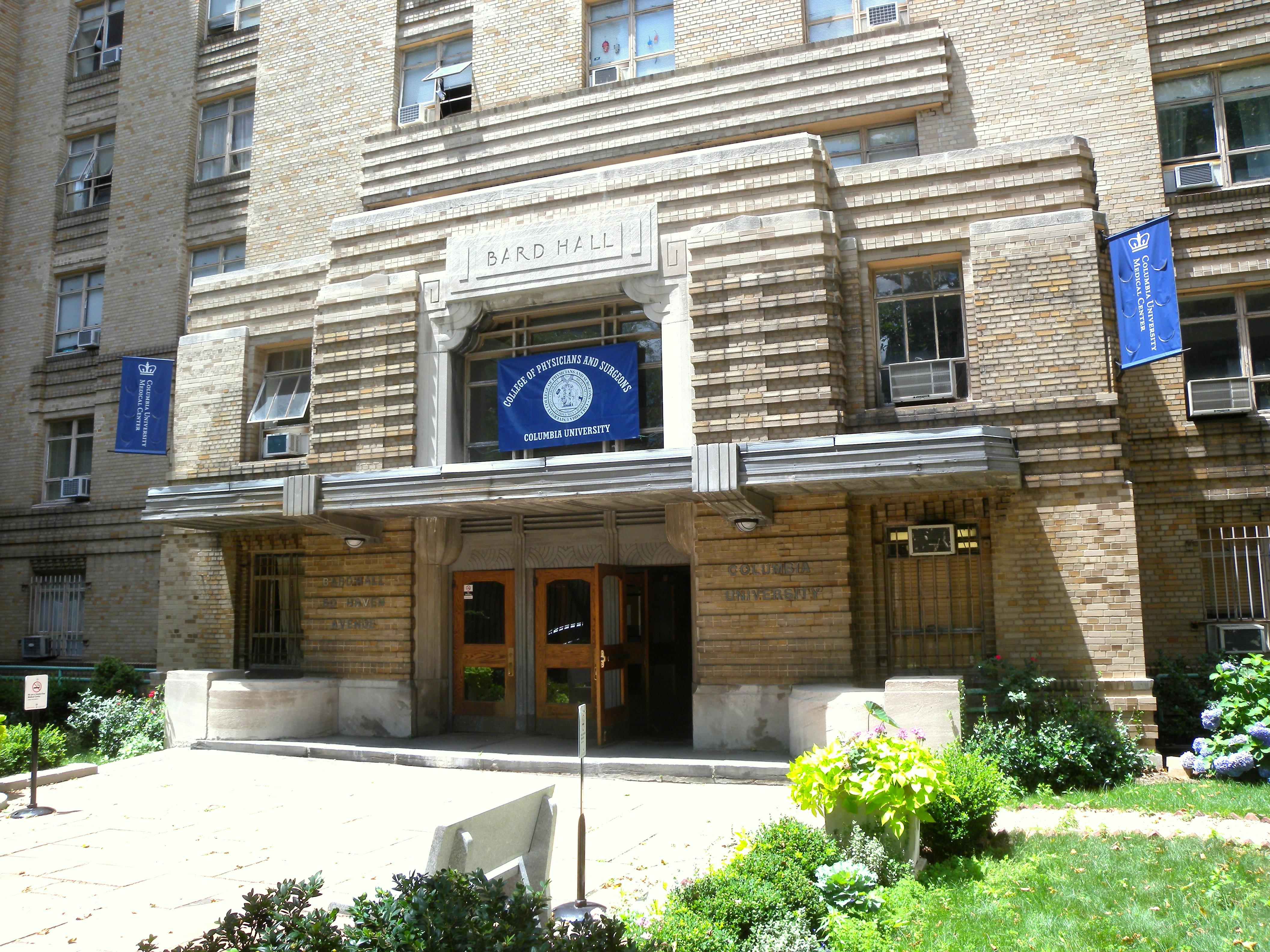
Bard Hall

پیشینه این کالج به سال ۱۷۶۷ به عنوان بخش پزشکی کالج کینگ که بعدها به دانشگاه کلمبیا تبدیل شد برمی‌گردد.

## افتخارات

### برندگان جایزه نوبل
- باروخ ساموئل بلومبرگ
- جاشوآ لدربرگ
- رابرت لفکوویتس
- دیکینسن دبلیو. ریچاردز
- هارولد وارموس

### نویسندگان
- جاکوب ام اپل
- Robert Coles
- رابین کوک
- جروم گروپمن
- واکر پرسی
- جان سارنو